# لانا الجندي
لانا الجندي (1977-) هي إعلامية وكاتبة قصة قصيرة وصحافية وسيناريست سورية من مواليد مدينة دمشق، وأصلها من مدينة السلمية في محافظة حماة. درست في معهد العلوم السياحية والفندقية بدمشق، وتقيم حالياً في دبي في دولة الإمارات العربية المتحدة، وتعمل - بشكل رئيسي - في قناة سكاي نيوز عربية.
اختيرت في العام 2019 لتكون ضمن قائمة المئة الأكثر تأثيراً في صناعة السينما العربية، الصادرة عن مركز السينما العربية.

## عائلتها
تنحدر من عائلة معروفة من طرفي والديها، فالأديب السوري محمد الماغوط عم والدتها كان قريباً من عائلتها في طفولتها، وكانت علاقتها قوية به إلى أن توفي عام 2006، أما عائلة والدها فهي معروفة في سوريا كونها أنجبت العديد من الشعراء والأدباء والسياسيين الذين لعبوا دوراً بارزاً في سورية خاصةً خلال مرحلة الستينيات من القرن الماضي، ومنهم عبد الكريم الجندي رئيس مكتب الأمن القومي في حزب البعث السوري، والدكتور سامي الجندي أحد مؤسسي حزب البعث وخالد الجندي الزعيم النقابي والشاعر علي الجندي، وآخرهم عمتها الأديبة السورية محاسن الجندي، وشقيقتها هي الممثلة ديمة الجندي.

## حياتها الأسرية
تزوجت عام 2000 وأنجبت ابنتها الوحيدة "نايا أوطه باشي" عام 2002، ثم انفصلت عن زوجها الأول عام 2009، لكنها تزوجت مرة ثانية عام 2019 برجل الأعمال السوري "عادل داغر" - وهو مسيحي من مدينة صافيتا - زواجاً مدنياً كان كافياً لأن يعتبرها البعض بطلة في عيون الكثيرين الذين يخشون من الارتباط بأشخاص من دين آخر.

## سيرتها المهنية

### البداية
بدأت الكتابة وهي في عمر الرابعة عشر لكنها نشرت أول مجموعة قصصية عام 1999 بعنوان "رقصة الحياة"، هذه المجموعة القصصية كانت سبباً في دخولها عالم الصحافة المكتوبة عام 2002 عبر زاوية أدبية اجتماعية دائمة في مجلة أحوال الإماراتية حملت عنوان "بقعة ضوء"، ثم دخلت عالم الصحافة الميدانية عبر مجلة أحوال إلى أن انتقلت إلى مجلة كل الأسرة كمسؤولة لتحرير الشؤون الفنية عام 2004. عملت بعدها في مجلة "سيدتي" كمسؤولة تحرير الملف الفني «مكتب دبي» ما بين عامي 2007 و2012، إلى جانب عملها محررة للملف الفني في مجلة روتانا ما بين عامي 2007 و2008.

### في الإعلام المرئي
انتقلت إلى قناة العربية الإخبارية عام 2008 كمراسلة ومن ثم معدة ومقدمة الفقرة الفنية لبرنامج «صباح العربية»، وفي عام 2012 انتقلت للعمل في قناة سكاي نيوز عربية كمسؤولة تحرير للشؤون الفنية، وهي معدة ومقدمة برنامج «دراما رمضان» الذي يعرض سنوياً على قناة سكاي نيوز عربية وهو برنامج يسلط الضوء على الأعمال الدرامية العربية من الداخل. كما قدمت برنامج «إيقاع» الخاص بالموسيقى البديلة، وأعدت وقدمت برنامج «كواليس النجوم»، وفي صيف 2020 بدأت بتقديم برنامج جديد يحمل عنوان «سينما» تضيء من خلاله على إنتاجات منصات العرض الإلكترونية.
تولت خلال هذه السنوات مهمة إعداد عدد من البرامج التلفزيونية المنوعة:
- برنامج «قناة خمس نجوم» للحلقات الخليجية، قناة روتانا موسيقى
- برامج في تلفزيون سما دبي، برنامج (الأسرة العصرية)
- برامج في تلفزيون الديرة، برنامج «سر الجمال»

### في الفن
عملت في المسرح الإماراتي لعدة سنوات وقدمت العديد من المسرحيات مثل مسرحية «عنتر وعبلة» بدور «عبلة» (تأليف وإخراج جمال مطر)، ومسرحية «شموع الانتظار» بدور «الأم المنكوبة» (تأليف وسيناريو عبد الله صالح، إخراج جمال مطر)، كما عملت في مسرح الطفل الجوال مع المخرج الأردني مصطفى سلامة، كما ظهرت في الفيلم السينمائي «الطبيب رغماً عنه» إعداد سيناريو وإخراج عمر غباش.
سنة 2020 قامت بإخراج أول فيلم سينمائي قصير لها بعنوان «مراية»، والذي إختارت أن يكون صامتاً ومن بطولة شقيقتها الممثلة ديمة الجندي والممثل نبيل عيسى.

### مؤلفاتها
- رقصة الحياة 1999 «مجموعة قصصية»[14]
- رغبات امرأة 2008 «مجموعة قصصية»[15]

كما كتبت العديد من اللوحات التلفزيونية في أكثر المسلسلات السورية شهرة «بقعة ضوء» على مدار 11 جزء، ومسلسل «لشو الحكي».